# Čamlyk
Il Čamlyk  (in russo Чамлык?) è un fiume della Russia europea meridionale, affluente di destra della Laba. Scorre nel Territorio di Krasnodar.
Il fiume ha origine vicino al villaggio di Vesëlyj. Scorre prevalentemente in direzione nord-ovest. Nel corso superiore ha il carattere di un fiume di montagna, mentre nel corso inferiore è un fiume piatto. Sfocia nella Laba a 91 km dalla foce, nel villaggio di Temirgoevskaja. La lunghezza del fiume è di 231 km. L'area del bacino idrografico è di 2 830 km². Il suo maggior affluente è il Sinjucha (lungo 137 km) proveniente dalla destra idrografica. Lungo il suo corso si trovano numerosi insediamenti urbani.